# بیلی پینتر
بیلی پینتر (انگلیسی: William Paul Paynter؛ زادهٔ ۱۳ ژوئیهٔ ۱۹۸۴) یک بازیکن فوتبال اهل انگلستان است.